# Xã Ida, Quận Douglas, Minnesota
Xã Ida (tiếng Anh: Ida Township) là một xã thuộc quận Douglas, tiểu bang Minnesota, Hoa Kỳ. Năm 2010, dân số của xã này là 1.228 người.